# C/2024 E1 (Wierzchoś)
C/2024 E1 (Wierzchoś)是一顆雙曲線的歐特雲彗星，由波蘭天文學家卡斯佩爾·維爾佐斯（Kacper Wierzchoś）於2024年3月3日發現。它將於2026年1月20日到達近日點，届時其視星等可能為 +5等。

## 發現
在2024年3月3日的例行萊蒙山巡天（G96）蒐索中，參與該項目的科學家之一卡斯佩爾·維爾佐斯在四張30秒的曝光影像中發現了一個移動中天體，這些影像是使用配備111.5百萬畫素（10560 x 10560畫素）CCD的'f/1.6'1.5公尺卡塞格林望遠鏡拍攝的。
它出現在天龍座中，是一顆視星等20等的天體，位於恆星天龍座ν以北約2度。自發現公告發佈以來，史維基瞬變探測器報告稱，他們在2024年2月15日至29日期間獲得了彗星的回溯發現影像。據報導，這顆彗星有一個直徑約為4弧秒的濃縮彗髮，長約6弧秒的彗尾。

## 近日點
這顆彗星將於2026年1月20日18時（世界時）左右接近近日點。它將出現在距離太陽約21度的地方，從南半球可以看到。峰值亮度將達到約 +5級，這意味著它可以通過雙筒望遠鏡看到。它將從距離地球約1.351 AU（202.1 × 106 km；125.6 × 106 mi）掠過。

## 外部連結
- C/2024 E1 at the JPL Small-Body Database
  - Close approach · Discovery · Ephemeris · Orbit diagram · Orbital elements · Physical parameters